# Absolute Friends
Absolute Friends (Brasil: Amigos Absolutos / Portugal: Amigos até ao fim) é um romance escrito pelo britânico John le Carré, e publicado em 2003. O escritor, especializado em temas relacionados aos serviços secretos do Reino Unido e dos Estados Unidos, aborda mais uma vez as turvas relações entre os serviços secretos das potências democráticas, através da história de Ted Mundy e Sasha, os amigos absolutos. Foi uma obra muito criticada pelos governos do Reino Unido e dos Estados Unidos.

## Enredo
O livro conta a história de Ted Mundy, um britânico nascido no Paquistão, e de Sasha, um alemão ocidental anarquista - os amigos absolutos. Nos anos 1960, envolvem-se nos estudantes radicais em Berlim Ocidental, mas a supressão divide as suas vidas. Ted torna-se professor de Inglês quando deportado da Alemanha, e Sasha é membro da polícia secreta Stasi Cruzam-se novamente num teatro na Alemanha de Leste, quando Sasha, desiludido com o comunismo, se decide tornar um agente duplo, confiando apenas no seu velho amigo Ted Mundy, que se deixa também tornar agente duplo. O objectivo é passar segredos de Estado da Alemanha Oriental para o Ocidente, em esforços que acabam por ser um contributo para o colapso da RDA e a queda do muro de Berlim.
Mais tarde, Sasha e Mundy, participam em esquemas grandiosos para combater militares americanos e globalização industrial. Ambos se tornam peões ideológicos do grupo contra o qual pensavam lutar, e acabam por ser assassinados, rotulados de terroristas ligados à Al-Qaeda. Pretendia-se assim convencer os governantes europeus a dar apoio aos Estados Unidos no combate ao terrorismo.